# 598 Октавія
598 Октавія (598 Octavia) — астероїд головного поясу, відкритий 13 квітня 1906 року Максом Вольфом у Гейдельберзі.